# فلدکیرشن این کرنتن
شهر فلدکیرشن این کرنتن (به آلمانی: Feldkirchen in Kärnten) در استان کرنتن با جمعیت ۱۴٬۲۹۸ نفر در کشور اتریش واقع شده‌است.

## نگارخانه

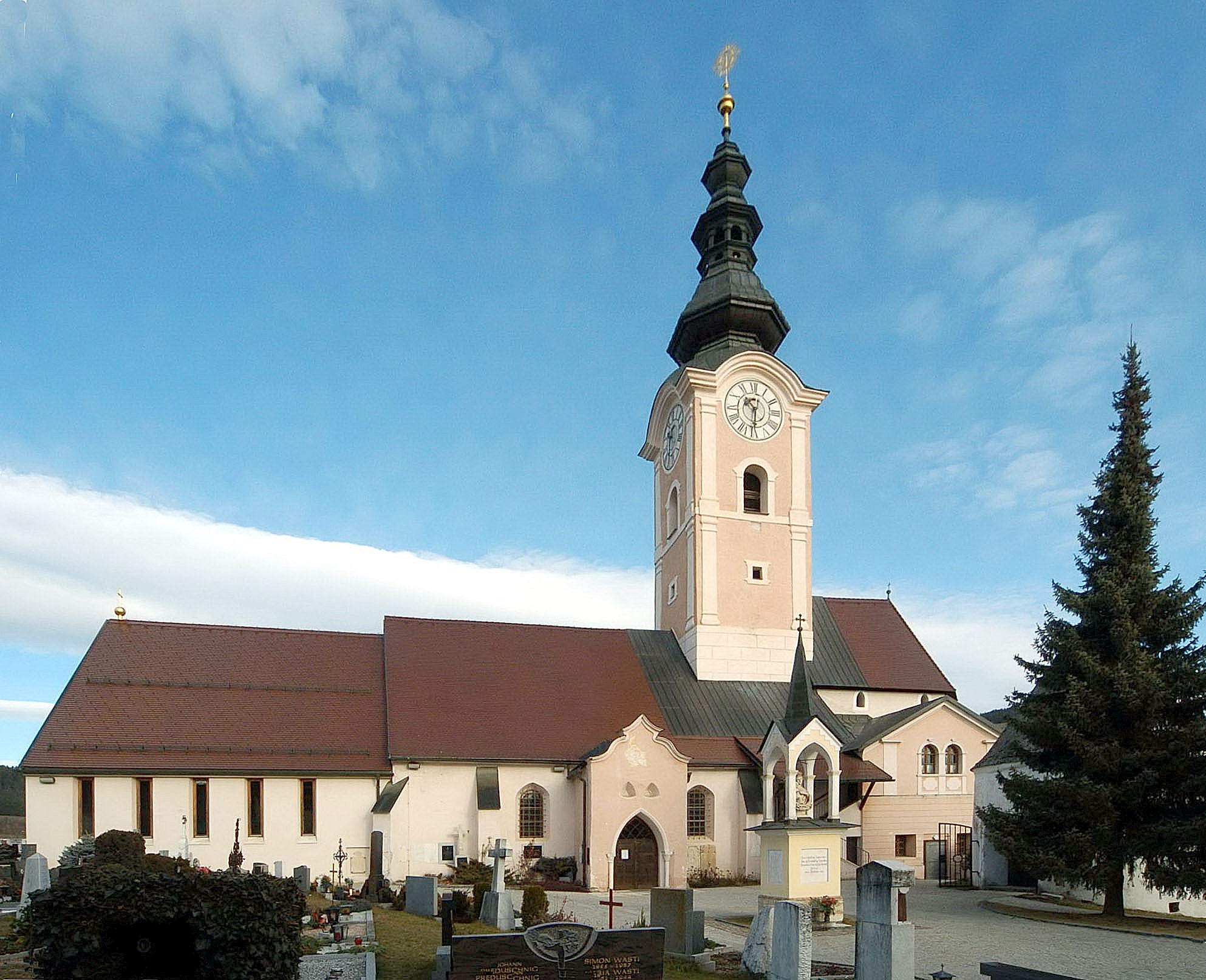
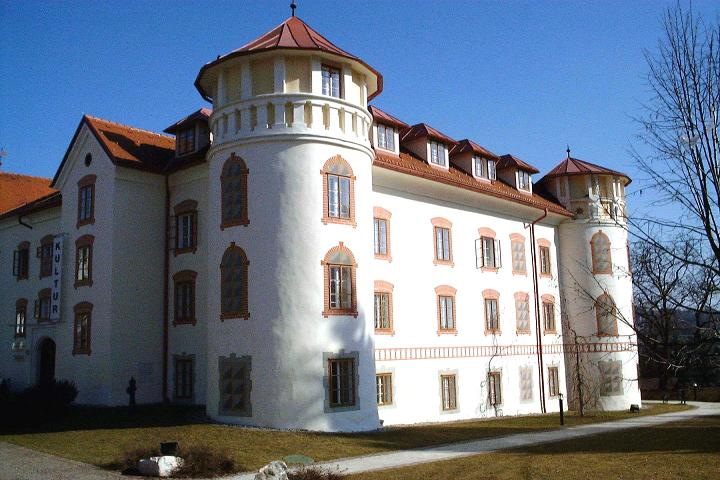
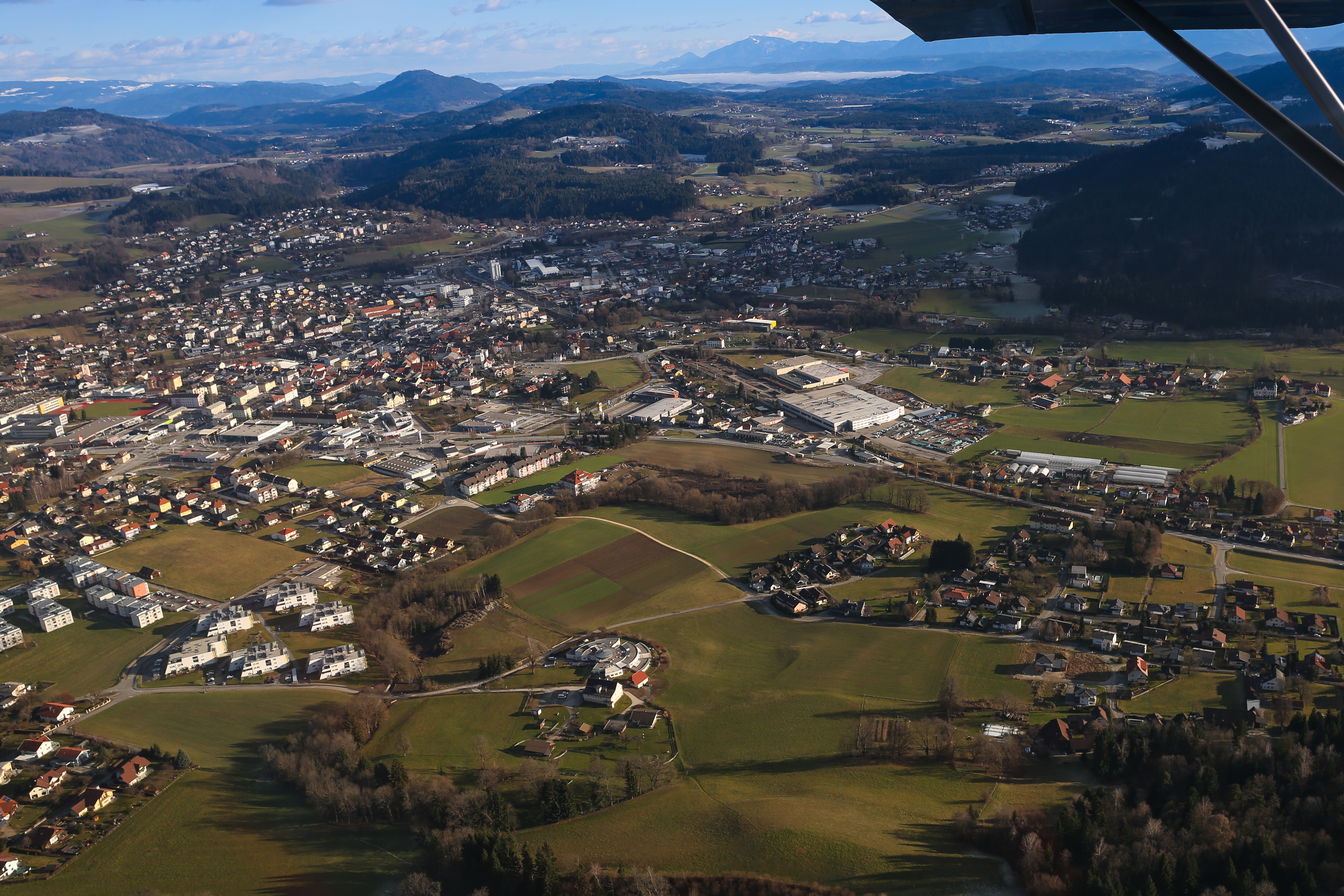